# Thomas Bortoli
Thomas Bortoli (Busto Arsizio, 20 de febrero de 2002) es un jugador de balonmano italiano que juega de lateral derecho o extremo derecho en el Istres Provence Handball. Es internacional con la selección de balonmano de Italia.
Su primer gran campeonato con la selección fue el Campeonato Mundial de Balonmano Masculino de 2025.

## Clubes
| Club                     | País    | Año         |
| ------------------------ | ------- | ----------- |
| HC Cassano Magnago       | Italia  | 2019 - 2021 |
| Istres Provence Handball | Francia | 2021 - Act. |